# Сан Риго (Ређо Емилија)
Сан Риго је насеље у Италији у округу Ређо Емилија, региону Емилија-Ромања.
Према процени из 2011. у насељу је живело 378 становника. Насеље се налази на надморској висини од 90 м.